# Richart Báez
Richart Báez (født 31. juli 1973) er en tidligere paraguayansk fodboldspiller.

## Paraguays fodboldlandshold
| Paraguays landshold | Paraguays landshold | Paraguays landshold |
| År                  | Kmp                 | Mål                 |
| ------------------- | ------------------- | ------------------- |
| 1995                | 8                   | 1                   |
| 1996                | 5                   | 0                   |
| 1997                | 6                   | 1                   |
| 1998                | 1                   | 0                   |
| 1999                | 1                   | 0                   |
| 2000                | 3                   | 0                   |
| 2001                | 0                   | 0                   |
| 2002                | 2                   | 0                   |
| Total               | 26                  | 2                   |